# Anton Hoppe (Baumeister)

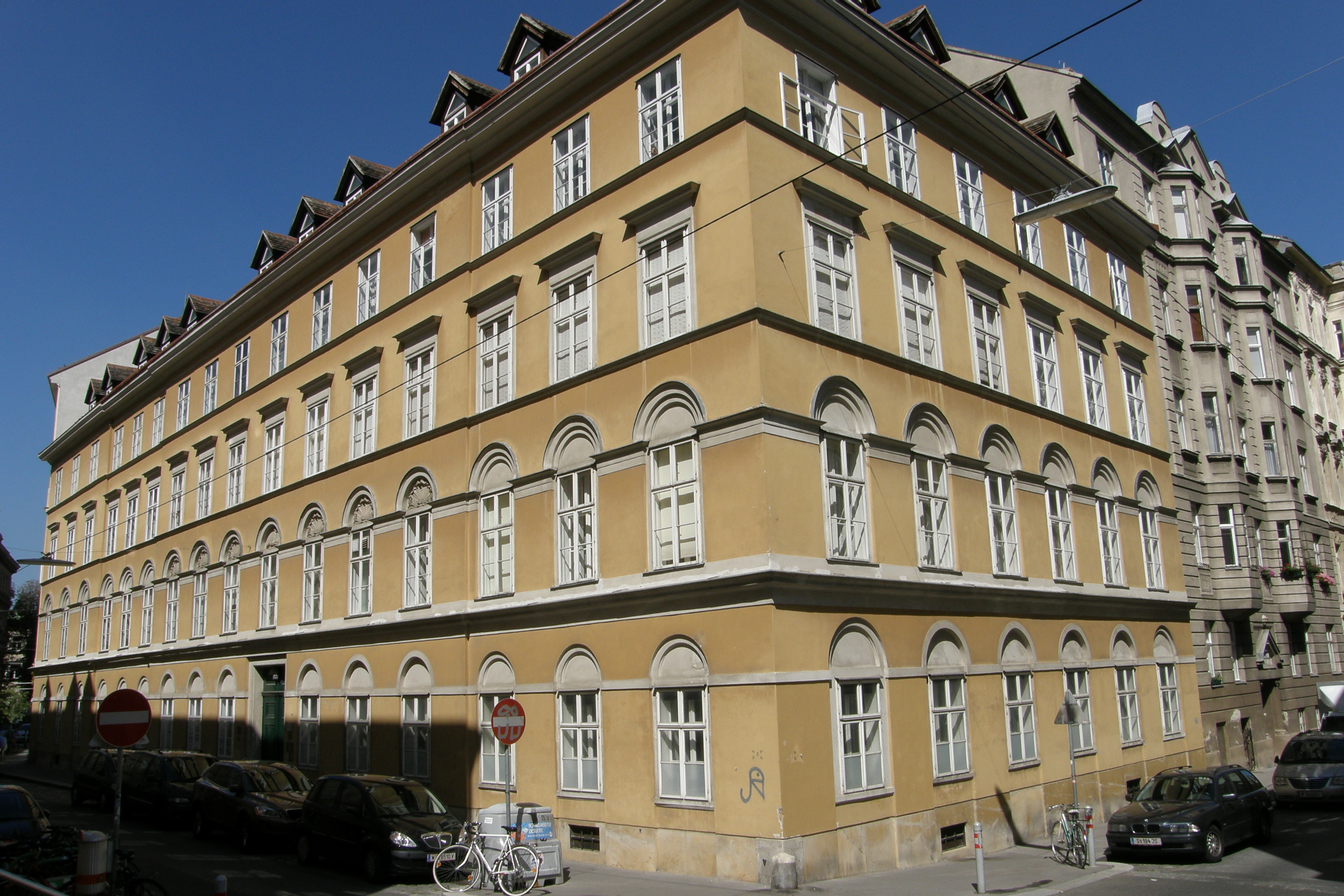
Wohnhaus Wasagasse 26 in Wien, erbaut 1829 durch Anton Hoppe

Anton Hoppe (* 1780 in Breslau; † 28. April 1859 in Wien-Landstraße) war ein österreichischer Baumeister.
Hoppe war bürgerlicher Stadtbaumeister und erlangte 1828 seine Konzession. Er wurde als ausführender Baumeister von Joseph Kornhäusel und Carl Roesner bekannt, für die er beispielsweise das Mechitaristenkloster und die Redemtoristinnenkirche errichtete. Zudem baute er zwischen 1829 und 1840 zahlreiche Bürgerhäuser in den Vorstädten. Sein Sohn Theodor Hoppe war ebenfalls Architekt, ebenso wie seine Enkel Paul und Emil Hoppe.